# Залесский, Филипп фон
Филипп Кшиштоф Артур Зале́сский (25 сентября 1836, Львов — 21 сентября 1911, Трускавец) — помещик, юрист, польский консервативный политик, австрийский губернатор Галиции, министр по делам Галиции, член Галицкого национального парламента и палаты депутатов Рейхсрата Австро-Венгрии, пожизненный член Палаты господ рейхсрата Австро-Венгрии.

## Биография
Окончил гимназию во Львове (1853 г.) и юридическое образование со степенью доктора Венского университета (1857 г.). После окончания учебы он был концептуальным стажером в губернаторстве Нижней Австрии (1857—1858 гг.), затем актуарием в окружном управлении в Бадене в Нижней Австрии (1858—1859 гг.) и доцентом Министерства внутренних дел в Вене (1859—1869 гг.). После возвращения в деревню с 1860 года работал в Галицкой губернии во Львове, сначала советником (1860—1863), затем уездным уполномоченным (1863—1866) и заведующим канцелярией президента (1866—1868). Он имел репутацию одного из любимых соратников губернатора Агенора Голуховского (Старшего). В 1868—1869 годах был старостой повета в Чорткуве, а затем в Бжежанах (1870—1871). С 1871 по 1873 год губернаторский советник и заведующий президиумом Галицкой губернии. Советник министра в Министерстве Галиции (1873—1878), а затем глава Галицкого губернаторства в Кракове (1878—1879). Затем он занимал должности вице-президента губернаторства (1879—1883) и губернатора Галиции (1883—1888). Через год после своего назначения губернатором он получил от императора Франца Иосифа звание действительного тайного советника, которому был положен престижный титул превосходительства. Его деятельность в качестве наместника была оценена положительно, о чем свидетельствует прощальная речь маршала сейма Яна Дзержислава Тарновского, который в 1888 году подтвердил, что во время его правления существовали гармоничные отношения между национальной государственной властью и Национальным департаментом.
С 11 октября 1888 года по 11 ноября 1893 года он был министром Галиции (без портфеля) в правительстве Эдварда Тааффе. После отставки Флориана Земялковского консервативная пресса во главе с «Часом» и «Пшегландом Польским» с энтузиазмом приветствовала его выдвижение, подчеркивая его «ценные достоинства» и предвкушая «начало новой, с Божьей помощью, успешной и плодотворной эпохи». Во время своего служения он организовал акт пропинации, который был выгоден галицким землевладельцам, а также привел к утверждению так называемого соглашения о возмещении убытков, подготовленного Земялковским. Свою политику в отношении Галиции он проводил самостоятельно, не всегда советуясь в своих действиях с руководством Польского кружка. Ушел в отставку в результате свержения правительства Эдварда Тааффе.
Он был членом Галицкого национального сейма 4-го срока (10 марта 1881 — 21 октября 1882), 5-го срока (15 сентября 1883 — 26 января 1889), 6-го срока (10 октября 1889 — 17 февраля 1894), 7-го срока (28 декабря 1895 — 9 июля 1901), 8-й срок (28 декабря 1901 — 12 октября 1907). Он был избран от курии IV (сельские гмины) в избирательном округе № 13 (Косов-Куты). Впервые он выиграл место на дополнительных выборах после отставки Людвика Бушиньского. Он также был членом Государственного совета Австрии 7-го срока (30 января 1889 — 23 января 1891) и 8-го срока (9 апреля 1891 — 22 января 1897). Избранный в курию I (крупное владение) от избирательного округа № 12 (Львов-Грудек), он был избран впервые после отставки Станислава Старжинского. Входил в группу консервативных депутатов (подолаков) Польского кружка в Вене, занимал должности вице-президента (27 февраля 1894 — 8 апреля 1894) и президента (8 апреля 1894 — 1 октября 1896). С 24 марта 1897 года пожизненный член Палаты господ, где принадлежал к правым политикам (Gruppe der Rechten).
Помещик, владелец имений: Скварява с Липниками в Злочевском уезде и Кривое в Бережанском уезде. В 1877—1884 годах член совета Музея городской промышленности во Львове, в 1880—1883 годах президент Галицкого музыкального общества во Львове. Член общества Галицкой сберегательной кассы во Львове. Похоронен в родовой усыпальнице на Лычаковском кладбище во Львове.

## Награды
- Кавалер Императорского ордена Леопольда (1879 г.)[9]
- Кавалер ордена Железной короны 1-й степени (1889 г.)[14]
- Кавалер ордена Франца Иосифа
- Кавалер Папского ордена Святого Григория Великого (1878)
- Кавалер российского ордена св. Анны 1-й степени (1886 г.)

## Семья
Родился в знатной семье Залесских, герб «Долэнга». Сын поэта и одновременно последнего губернатора Галиции Вацлава Михала Залесского (1799—1849) и Антонины, урожденной Болоз-Антоневич (1814—1862). У него были братья: Юзеф (1838—1899) и Антоний (1842—1866).
Его женой была Александра, урожденная графиня Суходольская (1842—1918), от которой у него были дети:
- Мария (1862—1893), жена Тадеуша Чарковского-Голеевского
- Тереза (род. 1864), жена Яна Канти Йордан-Стойовского)
- Изидора (1870—1937)
- Вацлав Михал (1868—1913)
- Антонина (1873—1973, жена Станислава Домбского.

Со стороны жены его шуринами были Давид Абрагамович, Корнел Кшечунович и Эдвард Подлески.